# Marijan Lačen
Marijan Lačen, slovenski defektolog, * 27. julij 1947. Bil je dolgoletni direktor CUDV Črna na Koroškem, kjer je postal častni občan. Bil je tudi predsednik oz.organizator Specialne olimpijade Slovenije.

## Odlikovanja in nagrade
Leta 1998 je prejel častni znak svobode Republike Slovenije z naslednjo utemeljitvijo: »za zasluge pri razvoju defektološke stroke pri nas in za delo z osebami s posebnimi potrebami«.